# Domplein

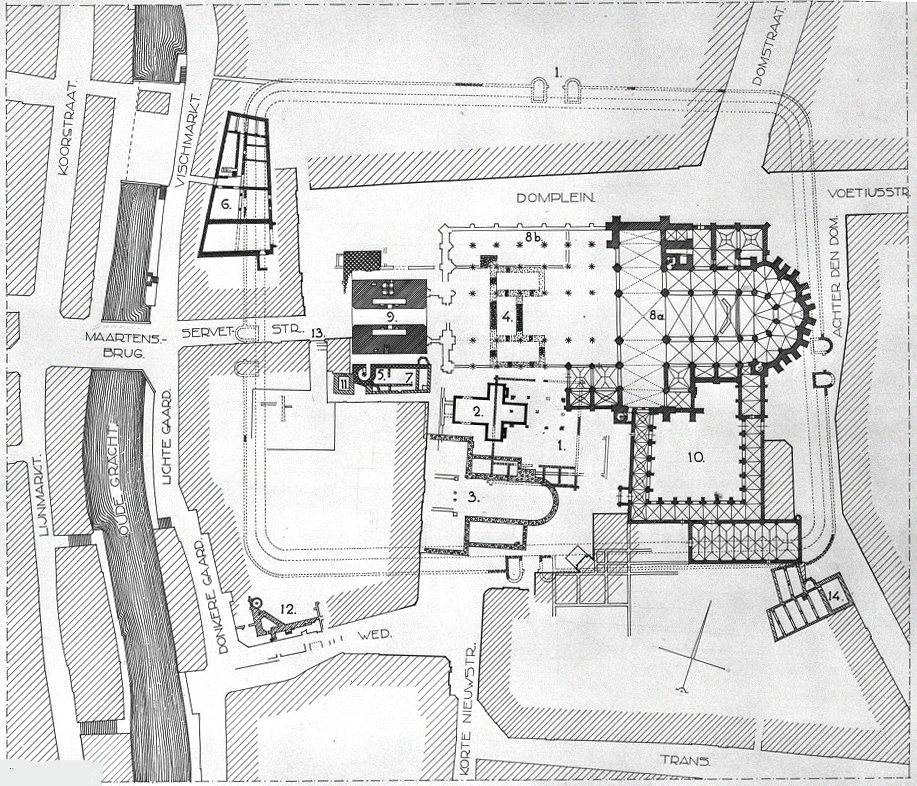
Plattegrond van het Domplein en omgeving met het castellum en middeleeuwse bouwwerken weergegeven.
1 Castellummuren met poorten en principia in periode 5
2 Heilig Kruiskapel
3 Sint-Salvatorkerk
4 Dom van Adelbold
5 Traptoren
6 Lofen
7/11-13 Bisschopshof
8a/b Domkerk
9 Domtoren
10 Pandhof Dom
14 Claustraal huis (Achter de Dom 7)
(Bron plattegrond: Rijksdienst voor het Cultureel Erfgoed/J.P. de Koning.)

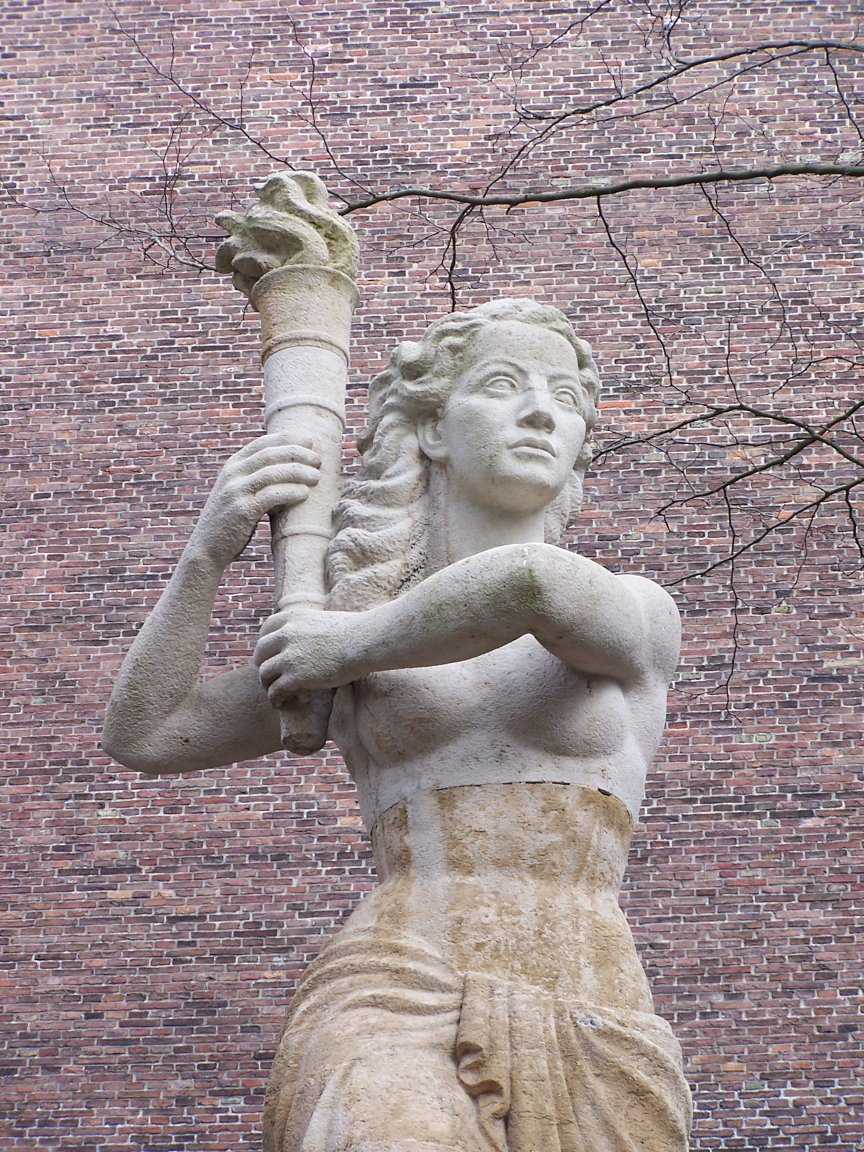
Detail van het Verzetsmonument, informeel in Utrecht bekend als "Het meisje met het ijsje", 1949, Domplein, Utrecht

Het Domplein is een plein in de binnenstad van de Nederlandse stad Utrecht. Het is vernoemd naar de Domkerk, die aan het plein ligt.

## Geschiedenis
Het plein kent een lange geschiedenis en evenzovele archeologische resten. De plek was direct gelegen aan een doorwaadbare plaats in de rivier de Rijn, waar de Romeinen een castellum (fort) stichtten (Traiectum, letterlijk "oversteekplaats") om deze overgang te bewaken, maar ook om de andere rivier – de huidige Vecht – te kunnen controleren. Er werd lang gedacht dat het castellum in een knik van de limes lag die liep van Katwijk naar de huidige Duitse grens. Uit onderzoek in 2008 is echter gebleken dat de limesweg zich zuidelijker bevond en het castellum aan een aftakking van de weg moet hebben gelegen. In een kelder van de muziekschool op het plein zijn nog resten van de laatste (stenen) fase van dit castellum zichtbaar bewaard gebleven.
In de resten van het Romeinse castellum werd ten tijde van de Frankische koning Dagobert I omstreeks 630 een kerkje gesticht, dat kort daarna door Friezen werd verwoest. Mogelijk dateert een later verspreid geraakte muntschat uit deze periode. Later diende het castellum als burcht van waaruit de Angelsaksische monnik Willibrord eind zevende eeuw het christendom in Nederland verspreidde. Willibrord stichtte er de Sint-Maartenskerk (de voorganger van de Domkerk) en de Sint-Salvatorkerk. Het werd een geestelijk gebied met immuniteit, wat wil zeggen dat het niet onder wereldlijk gezag viel. De Dom en de Sint-Salvatorkerk (ook bekend als Oudmunster) hadden beide een eigen immuniteit, de grens liep dwars over wat nu het Domplein is. In de negende eeuw groeide de burcht uit tot een paltsachtig complex. Het bisschoppelijk paleis, dat bisschop Adelbold II in 1018 liet bouwen, grensde aan de immuniteit van Oudmunster en het werd in 2008 bij een archeologische opgraving teruggevonden. Keizer Hendrik III liet aan het immuniteitsgebied in 1040 een eigen paleis bouwen genaamd Lofen. Van dit keizerlijk paleis zijn fragmenten bewaard gebleven in de kelders van de panden aan de Vismarkt en in een horecapand aan het Domplein. Het terrein van de voormalige burcht was gedurende de middeleeuwen grotendeels volgebouwd en van een plein was toen nog geen sprake.
Na de Hervorming werd de Sint-Salvatorkerk afgebroken zodat er voor het eerst een plein ontstond. Het middenschip van de Dom stortte vervolgens in 1674 in tijdens een tornado. In 1829 werd de puinhoop opgeruimd, zodat het plein sterk vergroot werd. Overigens heette het gedeelte van het plein dat oorspronkelijk tot de immuniteit van de Sint-Salvatorkerk behoorde Oudmunsterkerkhof, en het gedeelte dat tot de immuniteit van de Dom behoorde Domkerkhof. Pas in 1912 werden beide namen vervangen door de naam Domplein. In de huidige bestrating van het plein is de plattegrond aangegeven van de Sint-Salvatorkerk, de Heilig Kruiskapel en het verdwenen deel van de Dom.
Het Domplein was tussen 1893 en 1938 het belangrijkste knooppunt van de Utrechtse tram.

## Bouwwerken en monumenten
Aan de ene kant van het plein staat de Domtoren, aan de andere kant de Domkerk.
Aan het Domplein staat ook het hoofdgebouw van de Universiteit Utrecht, het Academiegebouw. Ook de eerste sociëteit van het Utrechtsch Studenten Corps stond hier.
Op het Domplein bevinden zich verschillende monumenten. Het standbeeld van graaf Jan van Nassau, initiatiefnemer van de Unie van Utrecht, staat voor het Academiegebouw en werd in 1883 onthuld. Het beeld is een winnend ontwerp van Jean Theodore Stracké. Ter gelegenheid van de 400ste viering van de Unie van Utrecht in 1979 werd er op de sokkel een plaquette bevestigd vervaardigd door J.H.M. Noyons.
Tussen dit beeld en het academiegebouw ligt het monument "Sol", een koperen bol die een miljardste deel van de zon voorstelt en in 1993 werd gemaakt door Inez de Heer Kloots en Theo van der Hoeven. Het beeld werd op 12 april 1994 door prinses Margriet onthuld, ter gelegenheid van het 100-jarig jubileum van het Academiegebouw alsmede omdat 350 jaar eerder voor twintig gulden ‘s jaars ene Aert Jansz. bij de sterrenwacht op de Smeetoren werd aangesteld voor “diensten die hij doet aen de Professor ende Studenten in’t oefenen van haar Astronomische speculatiën” hetgeen mag gelden als het begin van het vak Sterrenkunde aan de Utrechtse Universiteit.
Bij de ingang naar de pandhof werd in 1936 een kopie geplaatst van de grote runensteen van Jelling uit Denemarken, met daarop in runenschrift een verhaal over de Deense en Noorse kerstening die rond 975 zou zijn volbracht door koning Harald I van Denemarken.
Op de plaats van het verdwenen middenschip van de Dom staat een groot verzetsmonument uit 1949, gemaakt door Corinne Franzén-Heslenfeld met een gedicht van Jan Engelman, waar jaarlijks de Dodenherdenking op 4 mei wordt gehouden.
Op het Domplein is ook een gedenksteen geplaatst voor de vervolging van homoseksuelen in de 17e eeuw (zie Utrechtse sodomieprocessen), die elkaar in het geheim ontmoetten in de ruïnes van het in 1674 ingestorte middenschip van de Domkerk. Nog steeds willen de meeste inwoners niet als Utrechtenaar (=homoseksueel) maar als Utrechter worden aangesproken.
De gemeente Utrecht maakte in 2007 plannen bekend om de historie van het Domplein zichtbaar te maken. De contouren van de Romeinse castellummuren werden als lichtpunten in het wegdek aangegeven. Daarbij zouden een deel van deze muren alsmede de fundering van de ingestorte Domkerk ondergronds toegankelijk worden.
In 2011 werd de opgraving door Van Giffen uit 1949 weer opengelegd. Deze werd meteen weer afgedekt maar in 2015 opengesteld voor het publiek, 'DOM under' geheten.